# Німецько-японські відносини
Німецько-японські відносини (нім. Deutsch-japanische Beziehungen; яп. 日独関係, латиніз.: Nichidokukankei)
Започатковані 1860 року візитом посла Пруссії (яка передувала утворенню Німецької імперії в 1871 році) до Японії. Японія швидко модернізувалася після Реставрації Мейдзі (революція в Японії (1866—1869 рр.), що відновила владу імператора), часто використовуючи при цьому німецьку модель модернізації, досвід якої японці переймали через інтенсивний культурний та інтелектуальний обмін.
Після 1900-х Японія об'єдналася із Великою Британією, і уже в Першій світовій війні Японія та Німеччина були протиборчими силами. Японія оголосила війну Німеччині в 1914 році і захопила ключові німецькі володіння в Китаї і Тихому океані.
У 1930-х роках обидві країни зайняли агресивну мілітаристську позицію стосовно їх відповідних регіонів. Це, в кінцевому рахунку, сприяло зближенню даних країн, яке згодом переросло у «Вісь» — військовий та політичний союз, до складу якого, окрім згаданих двох, також входила Італія.
Під час Другої світової війни держави, що входили до складу «Осі» потрапили у досить скрутне становище з огляду на досить велику відстань між ними: Японія і Німеччина, здебільшого, провадили війну окремо і, зрештою, здалися.
Після Другої світової війни економіки обох країн швидко відновилися, і знову налагодилася двостороння співпраця між Японією та Німеччиною. Сьогодні економіки Японії та Німеччини посідають відповідно третє та четверте місце у світі. Тісне співробітництво у економічній, культурній, науковій та політичній сфері дає для обох країн значні переваги.
Відповідно до останніх опитувань 2012 року, німці досить таки прихильно ставляться до японців, вбачаючи у цій нації швидше партнера, аніж конкурента. Японське ставлення до Німеччини також в більшості є прихильним: 97 % опитаних ставляться до Німеччини позитивно, і лише 3 % — негативно.

## Перші контакти та кінець японської ізоляції (до 1871)

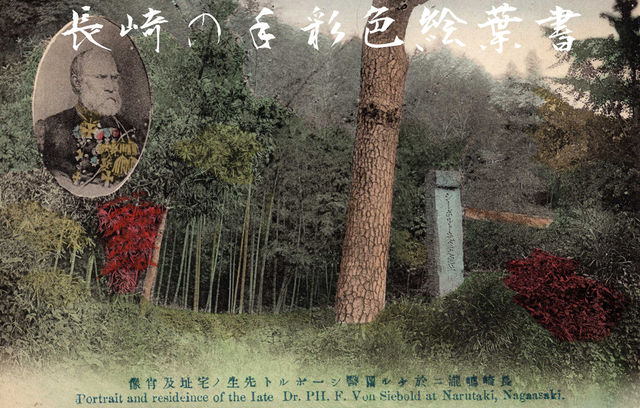
Філіпп Франц фон Зібольд (Philipp Franz Balthasar von Siebold) багато зробив для того щоб європейці пізнали Японію

Початком стосунків між Німеччиною та Японією можна вважати період сьогунату Токугави (1603—1868), коли німці у складі голландської служби прибули до Японії, щоб працювати у складі голландської Ост-Індської кампанії. Першими задокументованими згадками про встановлення відносин між країнами є свідчення лікарів Енгельберта Кемпфера (1651—1716) та Філіпа Франца Бальтазара Фон Зібольда (1796—1866) відповідно у 1820 та 1860 рр. Обидва лікарі були помічниками директора голландського торговельного поста під час обов'язкової подорожі до Едо. Згодом Зібольд став автором однієї із найбільш цінних книг про Японію XX століття, за що на його честь назвали щорічну німецьку премію для японських науковців — премія імені Філіпа Франца фон Зібольда.
Другий візит фон Зібольда в Японію (1859—1862 рр.) став катастрофою, тому що він намагався впливати на голландську політику стосовно Японії і намагався отримати постійну посаду дипломата в цій країні.
У 1854 Японія зазнала утисків зі сторони США через підписання Канагавського договору, який, хоча і поставив крапку в японському ізоляціонізмі, однак, на думку японців, був «нерівноправним», оскільки, отримуючи такі ж привілеї, як і Японія, США все ж не відповіли взаємністю на японські поступки. У багатьох випадках Японія була змушена вступати до системи екстериторіальності, яка передбачала підпорядкування іноземних громадян законам їх власних консульських судів, а не законам Японії, відкриття портів для здійснення торгівлі, а згодом навіть дозволяла в'їзд християнських місіонерів на територію країни. Згодом після завершення ізоляції Японії, у період Бакумацу, до Японії прибув перший німецький торговець. У 1860 році Фрідріх Альберт цу Ейленбург провадив у Японії експедицію як посол з Пруссії, провідного регіону Німецької Конфедерації того часу. Після чотирьохмісячних переговорів у 1861 році Пруссія та Японія підписали ще один «нерівний» для Японії договір про дружбу та торгівлю.
Незважаючи на те, що ці переговори вважаються одними із численних несправедливих переговорів, які в той час постійно тиснули на Японію, ейленбурзька експедиція та усі довготривалі та короткотривалі наслідки підписання договору про дружбу та торгівлю, сьогодні все ж можна їх з гордістю назвати початком офіційних відносин між Німеччиною та Японією. На честь 150-ї річниці проведення цих переговорів як у Німеччині, так і у Японії, впродовж 2010—2011 була проведена низка заходів, що мали на меті побудову спільного майбутнього через відновлення пам'яті про дорогоцінне спільне минуле.

## Японська дипломатична місія у Пруссії

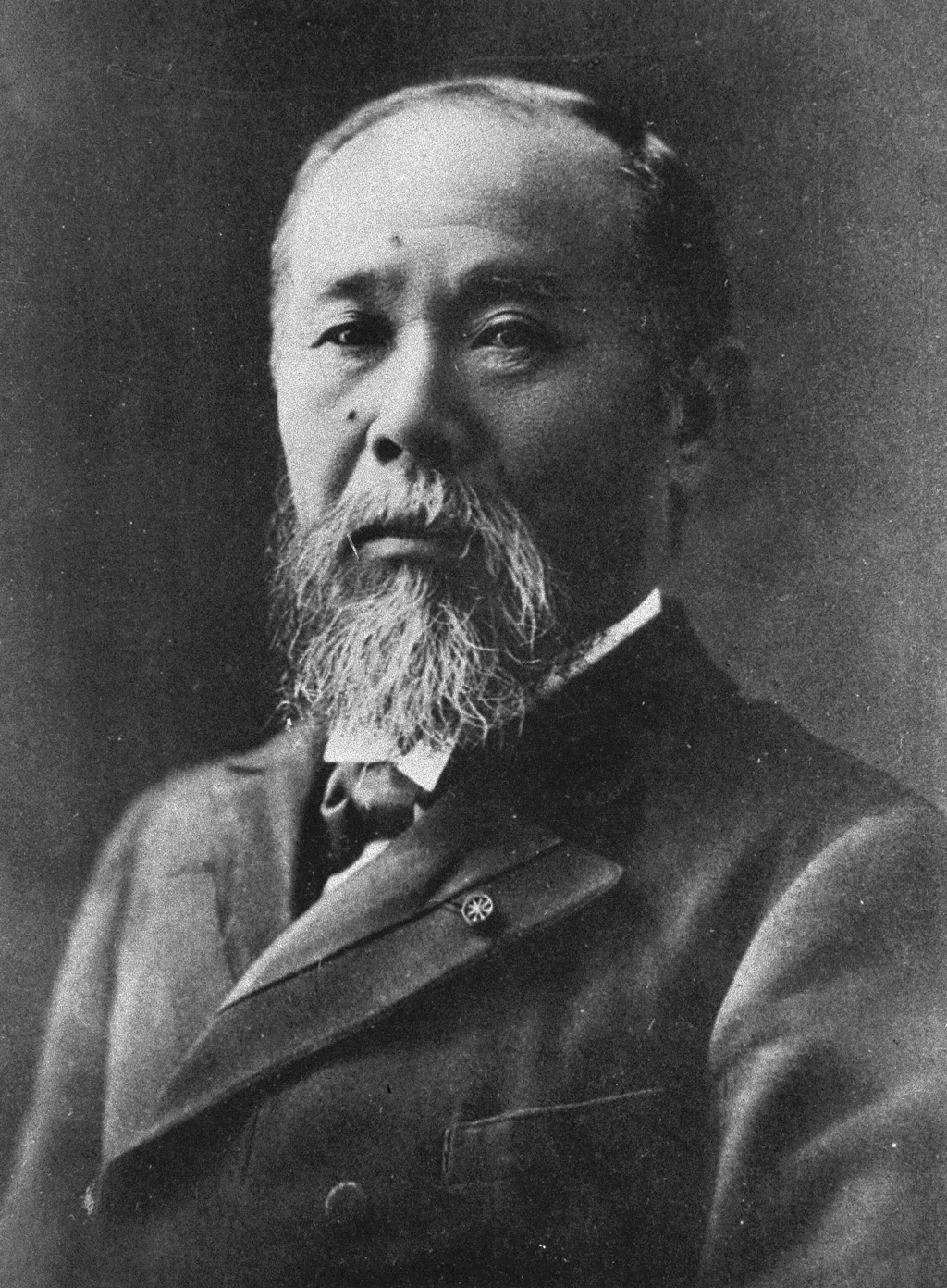
Японський міністр Іто Хіробумі досліджував європейські конституції (Пруссії та Австро-Угорщини) в Берліні та Відні у 1882 як зразки для японської конституції

У 1863 після візиту Філіпа фон Ейленбурга у Токіо до прусського двору короля Вільгельма I прибула делегація сьогуна, яку із величезним розмахом зустріли у Берліні. Після підписання договору, Макс фон Брандт став дипломатичним представником в Японії — спершу він представляв Пруссію, після 1866 — Північнонімецьку конфедерацію, і до 1871 — новостворену Німецьку імперію.
У 1868 повалений сьогунат Токугави і була проголошена Японська імперія на чолі із Мейдзі. З поверненням до влади династії Тенно Японія зажадала відкликання «нерівноправних договорів» із західними державами, внаслідок чого розгорнулася громадянська війна. Під час конфлікту німецький торгівець зброєю Генрі Шнелль постачав зброю прибічникам сьогунату. Через рік війна закінчилася поразкою Токугави і переговорами про перегляд «нерівноправних договорів».

## Модернізація Японії та освітнього обміну (1871—1885)

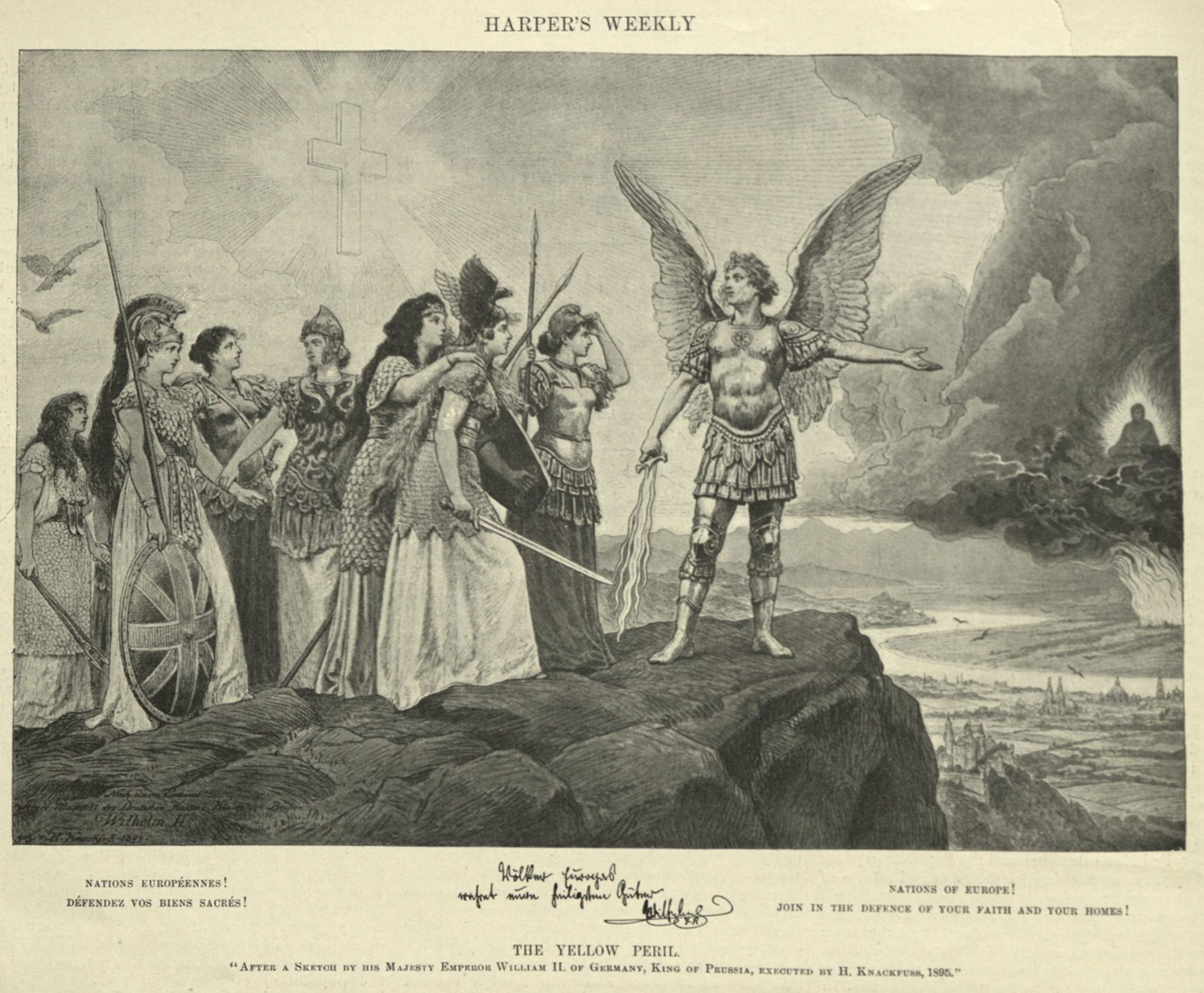
Картини Германа Кнакфуса "Knackfuss, відображають популярні європейські уявлення 1895 р. про відкриття Японії

З початком епохи Мейдзі (1868—1912) багато німців розпочали працювати в Японії радниками нового уряду — як так звані «найняті іноземці» і зробили значний внесок у модернізацію Японії, особливо в галузі медицини (Леопольд Мюллер, Ервін Бальц), права (Герман Реслер, Альберт Мосс) і військової справи (Яків Меккель). Меккель був запрошений урядом Японії в 1885 році як радник японського генштабу і як учитель у Військовому коледжі армії. Він провів три роки в Японії, працюючи з впливовими людьми, такими як Кацура Таро і Каваками Сороку, чим неабияк посприяв процесу модернізації японської імператорської армії. Меккель залишив після себе лояльну групу японських шанувальників, які після його смерті, поставили в його честь бронзову статую навпроти його військового коледжу у Токіо. В цілому, японська імператорська армія інтенсивно орієнтувала свою організацію уздовж пруссько-німецької лінії під час побудови сучасних військових сил у 1880-х роках. Французька модель, яка прийшла на заміну сьогунату і на використовувалася на початку правління Мейдзі, поступово замінюється прусською моделлю під керівництвом офіцерів, таких як Кацура Таро і Ногі Маресуке.
У 1889 проголошена Конституція Японської імперії, великий вплив на яку справили німецькі правознавці Рудольф фон Гнейст та Лоренц фон Штайн. До речі, перед цим, а саме у 1882, цих правознавців у Відні та Берліні відвідав майбутній прем'єр-міністр Японії Іто Хіробумі. На прохання німецького уряду, Альберт Моссе також зустрівся з Хіробумі та його групою урядових чиновників і вчених, і провів низку лекцій з конституційного права, які допомогли переконати Хіробумі, що монархічна конституція прусського стилю найкраще підходить для Японії. У 1886 році Моссе був запрошений в Японію за контрактом на три роки як «найманий іноземець» до японського уряду, щоб допомогти Хіробумі та Іноє Коваші у розробці Конституції Мейдзі. Пізніше він працював над іншими важливими законопроєктами, міжнародними угодами, контрактами і служив радником у міністерстві внутрішніх справ, допомагаючи прем'єр-міністру Ямагата Арітомо у встановленні законопроєктів і системи місцевого самоврядування. Десятки японських студентів і офіцерів також вирушили до Німеччини наприкінці XIX століття, щоб вивчити німецьку військову систему і отримати військову підготовку в німецьких воєнних навчальних закладах в лавах німецької, а головним чином прусської армії. Наприклад, через знаменитого письменника Морі Огай, який спочатку був військовим лікарем, він зміг вивчити німецьку, яка в той час була основною мовою медичної науки. 1884—1888 рр. — Огай відвідав Німеччину і, виявивши інтерес до європейській літератури розпочав займатися процесом перекладів робіт Гете, Шиллера, і Гауптмана.

## Послаблення відносин та Перша світова війна (1885—1920)
Наприкінці XIX століття японсько-німецькі відносини дещо «охололи». Після закінчення Першої китайсько-японської війни в квітні 1895 року, був підписаний Симоносекський договір, до якого увійшли кілька територіальних поступок від Китаю до Японії, акцентуючи увагу на Тайвані і східній частині затоки Ляодунського півострова, включаючи Порт-Артур. Тим не менше, Росія, Франція і Німеччина стали побоюватися постійного розширення японської сфери впливу і вирішили, скориставшись скрутним становищем Японії, розширити натомість свої колоніальні володіння. Врешті загострена ситуація результувала у так зване «потрійне втручання» 23 квітня 1895 року, коли три держави «закликав» Японію відмовитися від її територій на Ляодунському півострові. Протягом наступних років, туманні побоювання Вільгельма II про «жовту небезпеку», якою була єдина Азія на чолі з Японією, призвели до подальшого японсько-німецького відчуження. Вільям II також розпорядився зменшити кількість осіб Японської армії задля ефективного вивчення німецької військової системи.
Ще одним випробуванням для німецько-японських відносин стала російсько-японська війна 1904—1905, під час якої Німеччина надавала Росії значну підтримку. Ці обставини змусили МЗС Японії проголосити, що будь-які судна, які доставлятимуть на російські кораблі вугілля у воєнній зоні, будуть потоплені. Після завершення російсько-японської війни, Німеччина наполягла на взаємному обміні військовими офіцерами та студентами, і вже в наступні роки декілька німецьких офіцерів були відправлені на навчання у Японію задля вивчення японської мілітаристики, яка стала ще більш гідною уваги після перемоги над царською армією. Однак, сила і вплив Японії, які щоразу більше зростали, викликали значне занепокоєння та недовіру з боку Німеччини.

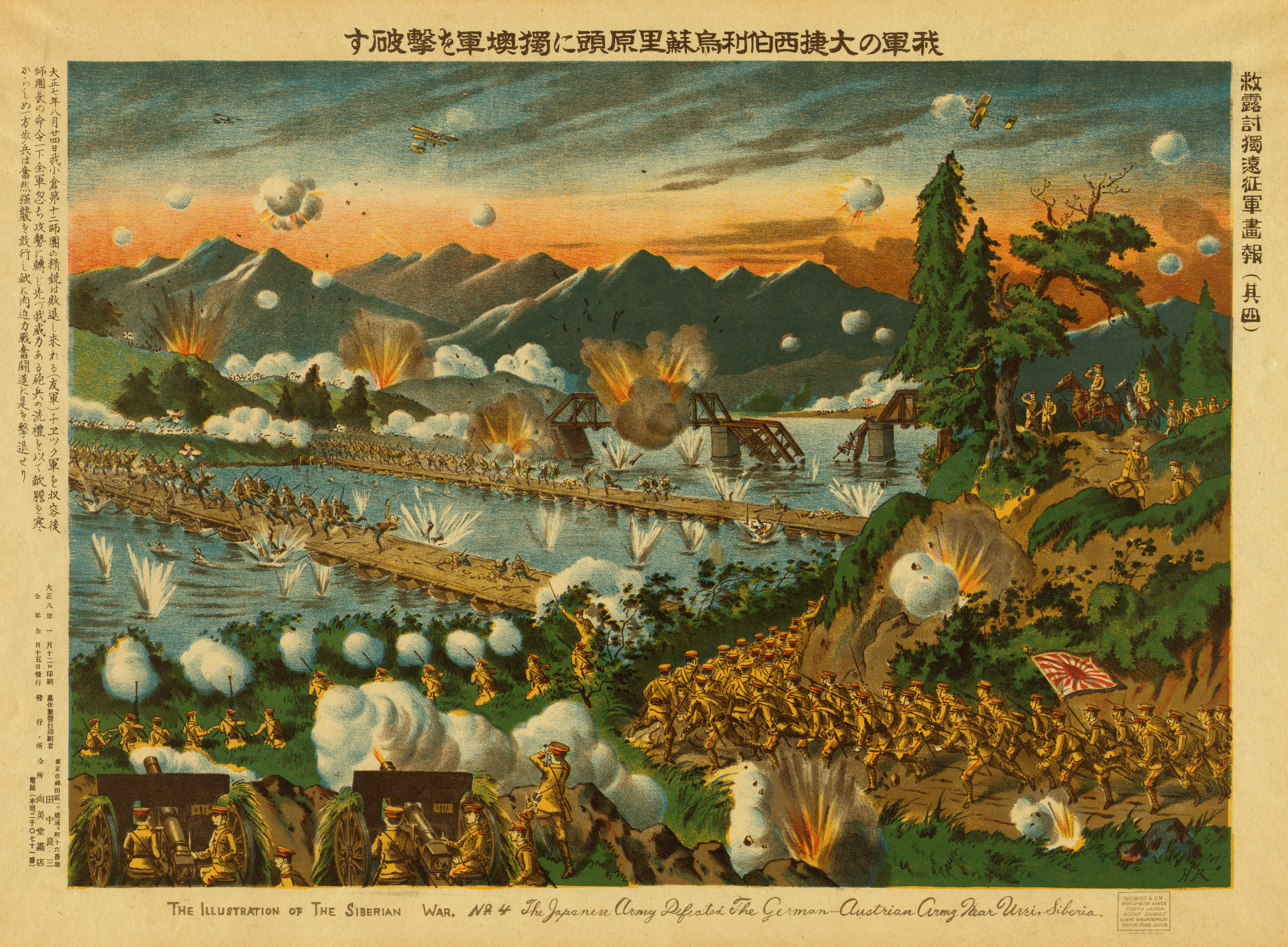
Японська літографія зобразила штурм японськими солдатами німецької колонії в Китаї — Ціндао в 1914

Початок Першої світової війни врешті показав, наскільки насправді погіршилися німецько-японські відносини. 7 серпня 1914 року, всього два дні опісля оголошення Великою Британією війни Німеччині, японський уряд отримав офіційний запит від британського уряду про допомогу у знищенні німецьких рейдерів у навколокитайських водах. Японія, прагнучи зменшити присутність європейських колоніальних держав в Південно-Східній Азії, особливо на узбережжі Китаю, 14 серпня 1914 року надіслала Німеччині ультиматум, який залишився без відповіді. Згодом, 23 серпня 1914 року, Японія офіційно оголосила війну Німецькій імперії, і таким чином, увійшла в Першу світову війну як союзник Великої Британії, Франції та Російської імперії, прагнучи відвоювати захоплені Німеччиною Керолайн, Маршалл, і Маріанські острови в Тихому океані.
Єдиною значною битвою між Німеччиною та Японією була облога порту Циндао, який перебував під контролем Німеччини. Німецькі збройні сили протрималися із серпня до листопада 1914, незважаючи на тотальну японсько-британські блокаду та постійні артилерійські обстріли — цей факт сприяв підняттю бойового духу як під час самої облоги, так і згодом після поразки у ній. Після штурму міста японськими військами німці зазнали значних втрат. Німецьких померлих ховали у Циндао, інших же скеровували на лікування до досить-таки престижних лікувальних центрів Японії. У 1919, коли Німецька імперія офіційно підписала Версальський договір, усі військовополонені були звільнені і повернулися до Європи.
Японія підписала Версальський договір, який передбачав суворі наслідки для Німеччини. У Тихому океані, Японія отримала острови, якими заволоділа Німеччина на північ від екватора (Маршаллові, Каролінські, Маріанські острови). Стаття 156 Договору також передбачала, що Німеччина віддає провінцію Шаньдун в Японію, замість повернення цієї території Китаю, якому належала суверенна влада над нею. Згодом цей конфлікт стане відомим як Шандунський. Китайське обурення з приводу цього положення призвело до демонстрацій і культурних рухів, які сьогодні відомі під назвою «Рух четвертого травня». Все це вплинуло на Китай і сприяло його рішенню щодо не підписання даного договору. Китай оголосив про закінчення своєї війні проти Німеччини в вересні 1919 року та підписав окремий договір з Німеччиною в 1921 році. Цей факт змусив Німеччину у більшій мірі покладатися як на свого стратегічного партнера у Східній Азії на Китай, а не на Японію.

## Зближення, «Вісь» та Друга світова війна (1920—1945)
Після того, як Німеччина була змушена поступитися своїми колишніми володіннями у Новій Гвінеї та Циндао на користь Японії та інтенсифікації китайсько-німецького співробітництва, стосунки між Берліном та Токіо зійшли на нівець. За ініціативою Вільгельма Зольфа, котрий у період 1920—1928 був німецьким послом у Японії, культурний обмін між країнами знову інтенсифікувався, що призвело до відновлення «Німецько-японської спільноти» (1926), створення у 1927 «Німецько-японської культурної спільноти» та Японсько-німецького дослідницького інституту (1934).
У 1935 у японсько-німецьких стосунках знову з'явилася напруга, спричинена англо-німецькою воєнно-морською угодою, укладеною Сполученим Королівством та фашистською Німеччиною як чергова спроба Гітлера покращити стосунки між країнами. Зрештою, Гітлер уже давно все спланував у своїй праці «Mein Kampf», у якій він покладається на Англію як на перспективного партнера, однак при цьому визначає Японію як мішень «міжнародного єврейства», і таким чином як можливого союзника.
У той самий час багато японських політиків, в тому числі й адмірал Ісороку Ямомото (котрий відверто критикував союз з нацистською Німеччиною), були вкрай приголомшені та ошелешені фактом укладення англо-німецької морської угоди. Тим не менш, лідери військових угрупувань Токіо дійшли до висновку, що ця угода була всього лиш хитрістю з боку Німеччини, аби виграти час для німецького флоту і дати йому можливість дорости до англійського рівня.

## Консолідація співпраці

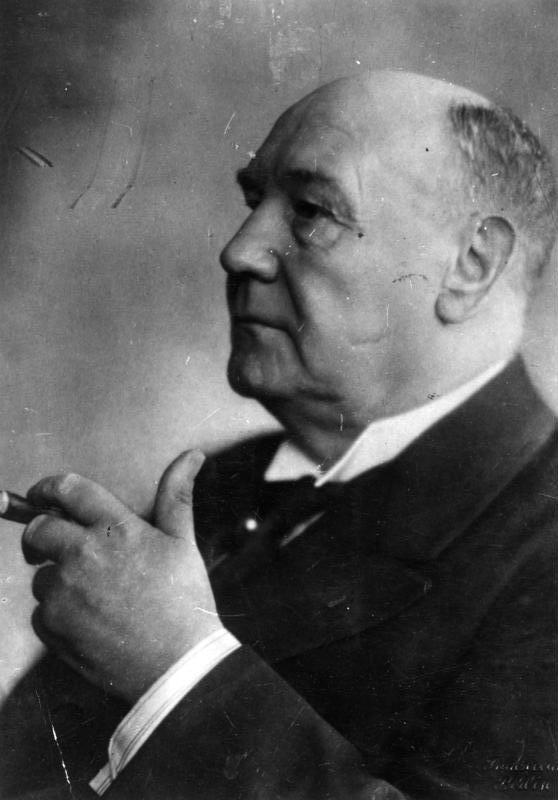
Вільгельм Зольф (Wilhelm Solf) як посол Веймарської Республіки в Токіо у 1920—1928 відновив двосторонні стосунки

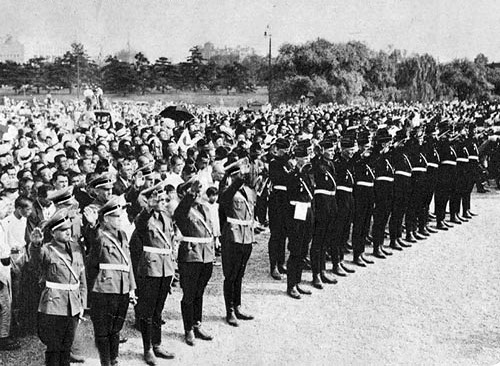
Гітлер'югенд у замку Нідзубасі Едо проводить символічну церемонію привітання імператора Сьова
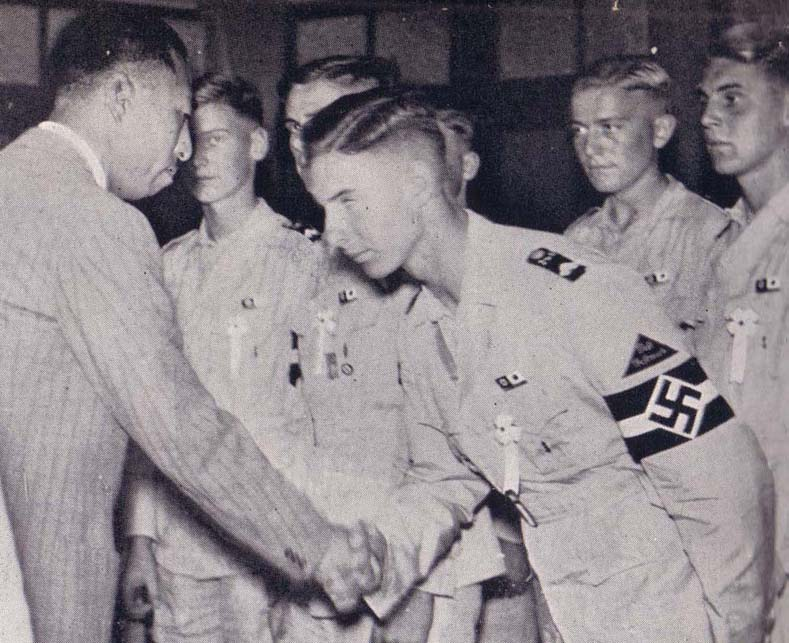
Зустріч Гітлер'югенда з японським лідером принцом Фумімаро Коное, серпень 1938
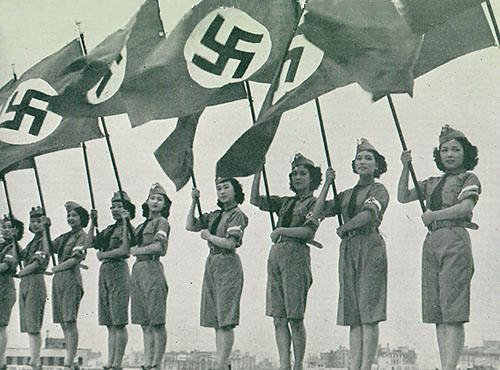
Учасниці танцювальної команди Нітігекі вітають Гітлер'югенд у Музичному залі Нітігекі в Токіо
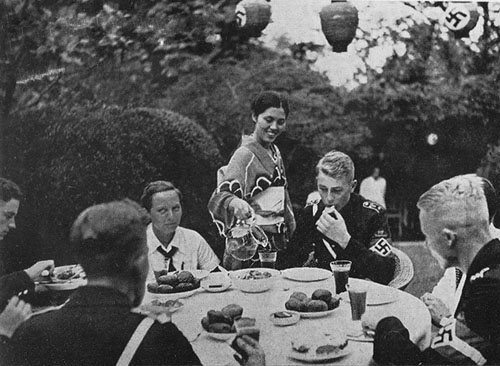
Гітлер'югенд вечеряє в посольстві Німеччини в Токіо

Військові лідери Токіо продовжували розробляти плани, які б змоги забезпечити імперію ресурсами та врешті призвести до створення «Великої Східноазійської сфери процвітання». В цілому, передбачалося, що подальше розширення буде спрямоване на північ за рахунок нападу на СРСР за так званим планом «Хокушін-рон», або ж за рахунок захоплення французьких, голландських та/або британських земель на півдні відповідно до плану «Наншін-рон». Гітлер, з іншого боку, ніколи не відхилявся від свого плану захоплення Східної Європи для створення «життєвого простору»; тому конфлікт із Польщею, а згодом і з Радянським Союзом, був просто неминучим.
Перше правове закріплення німецько-японський взаємних інтересів відбулося в 1936 році, коли дві країни підписали Антикомінтернівський пакт, який був спрямований проти Комуністичного Інтернаціоналу (Комінтерну) в цілому і в Радянському Союзі зокрема. Після підписання, уряд фашистської Німеччини також зарахував японський народ до так званої «почесної арійської раси». Ясухіто, принц Тітібу, в 1937 році навчався у Нюрнберзький Ралі в Німеччині та зустрівся там із Адольфом Гітлером, з котрим він намагався покращити особисті стосунки. Фашистська Італія на чолі з Беніто Муссоліні долучилася до договору того ж року, ініціюючи створення так званої «осі» між Римом, Берліном і Токіо.
Спочатку Німеччина мала дуже тісні відносини з китайським націоналістичним урядом, навіть надавала йому військову допомогу і підтримку. Відносини зіпсувалися після початку Другої китайсько-японської війни (7 липня 1937), коли Китай уклав пакт про ненапад з Радянським Союзом. Зрештою Гітлер дійшов до висновку, що Японія, а не Китай, буде більш надійним геостратегічним партнером. Незважаючи на тісні економічні китайсько-німецькі відносини, Гітлер вирішив поставити крапку у цьому союзі на користь більш розвинутої та могутнішої Японії. У травні 1938 року у зверненні до Рейхстагу Гітлер проголосив, що Німеччина визнає за Японією Маньжоу-Го, так звану маріонеткову державу у Манджурії, і відмовився від політико-територіальних претензій щодо тихоокеанських колоній, які належать Японії. Гітлер наказав припинити поставки у Китай та відкликати всіх німецьких офіцерів, прикріплених до китайської армії.
Наприкінці 1930-х рр. між Німеччиною та Японією відбулося декілька культурних обмінів, хоча вони і були мотивовані політичними та пропагандистськими цілями. У центрі уваги був обмін молоддю; з цього приводу було проведено низку зустрічей. Наприклад, наприкінці 1938 року на кораблі «Гнейзенау» до Токіо прибула навчальна делегація, до якої входили 30 членів гітлерюгенду.
У 1938 році представники Японії та Німеччини почали активніше шукати спільний знаменник у їх двосторонніх відносинах, що врешті призвело до побудови японського посольства у Берліні. Після попереднього посольства, вектор діяльності якого був спрямований на реалізацію планів Гітлера та Альберта Шпеера щодо ремоделювання Берліна у світову столицю, яка знаходиться в Німеччині, нове дипломатичне представництво було розташоване у помпезній будівлі у новому дипломатичному районі поблизу Тіргартена. Будівля посольства була спроєктована архітектором Людвігом Мошамером під керівництвом Альберта Шпеера та розташована навпроти посольства Італії, чим надала архітектурної краси осі Рим-Берлін-Токіо.
Незважаючи попередні плани спільного німецько-японського підходу щодо СРСР, у 1938–1939 рр. Японія остаточно утвердила свої наміри розширення на південь, а не на північ. Все ж це не завадило антирадянським настроям Гітлера піти на зустріч Японії, домогтися зближення з цією країною, адже він свято вірив у те, що Японія стане на бік Німеччини у майбутній війні проти Радянського Союзу або через активне вторгнення у південно-східну частину Сибіру, або ж просто борючись проти Червоної армії, яка, до речі, надзвичайно боялася нападу японських військ.

## Формування «Осі»

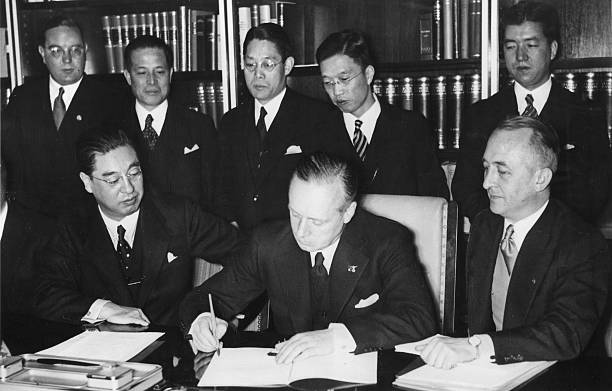
Японський посол у Третому Рейху Кінтомо Мусянокодзі (Kintomo Mushanokoji) і міністр закордонних справ Рейху Йоахім фон Ріббентроп (Joachim von Ribbentrop) підписують Антикомінтернівський пакт у 1936

Разом із фашистською Німеччиною, яка не лише підкорила більшу частину континентальної Європи, включно з Францією, а й підтримувала постійну атмосферу неминучої поразки Великої Британії, Токіо вбачало ситуацію в Європі як таку, що є доказом фатальної слабкості західних демократій. Японські лідери прийшли до висновку, що такий стан міждержавних стосунків може зіграти їм на руку та почали ще активніше шукати шляхів зближення із Берліном. Гітлер, у свою чергу, не лише боявся потрапити у глухий кут у німецько-англійському протистоянні, а й розробляв плани інтервенції у Радянський Союз. Ці обставини, помножені на нестачу сировини і продовольства, сприяли посиленню зацікавленості Берліна в міцному німецько-японському союзництві. Міністр закордонних справ Німеччини Йоахім фон Ріббентроп був відправлений до Японії на переговори щодо нового договору, який згодом започаткував створення «Осі» — гітлерівської коаліції з трьох фашистських країн (Німеччина, Японія, Італія).
Мета тристороннього пакту була спрямована на стримування безіменної сили (під якою малина увазі США), що надавала підтримку Великій Британії, а також на зміцнення позицій Італії та Німеччини у Північній Африці та Середземномор'ї і послаблення британських колоній у південно-Східній Азії, щоб створити сприятливі умови для японського вторгнення на цю територію. В угоді йшлося про те, що три країни-учасниці цього пакту зобов'язані поважати лідерські амбіції один одного у своїх сферах впливу, та надавати один одному допомогу у разі нападу зовнішнього ворога.

## Сучасні стосунки
Наприкінці 1990-х — на початку 2000-х Німеччина та Японія, які відповідно займають друге і третє місце за обсягом вкладів у ООН, вимагали реформ від Ради Безпеки ООН та збільшення кількості постійних членів. З цією метою Німеччина та Японія разом із Бразилією та Індією створили так звану «Велику четвірку» («G4»). 21 вересня 2004 року «G4» та ще дві африканські країни оприлюднили заяву про власні вимоги щодо надання постійних місць. У відповідь на цю заяву група країн створила опозицію, яка називалася «Єдність у консенсусі». Однак у січні 2006 року Японія заявила, що відмовляється від резолюцій «Великої четвірки» та починає розробку власних резолюцій.
Деякі недоліки у двосторонньому співробітництві між Німеччиною і Японією були також помічені в 2005 році, коли колишній прем'єр-міністр Японії Кііті Міядзава}} написав з нагоди 20-річчя Німецько-японського центру в Берліні, що німецько-японські відносини в цілому дружні і немає жодних особливих двосторонніх проблем; однак це призводить до певної байдужість, яку в наш час можна вважати проблемою.

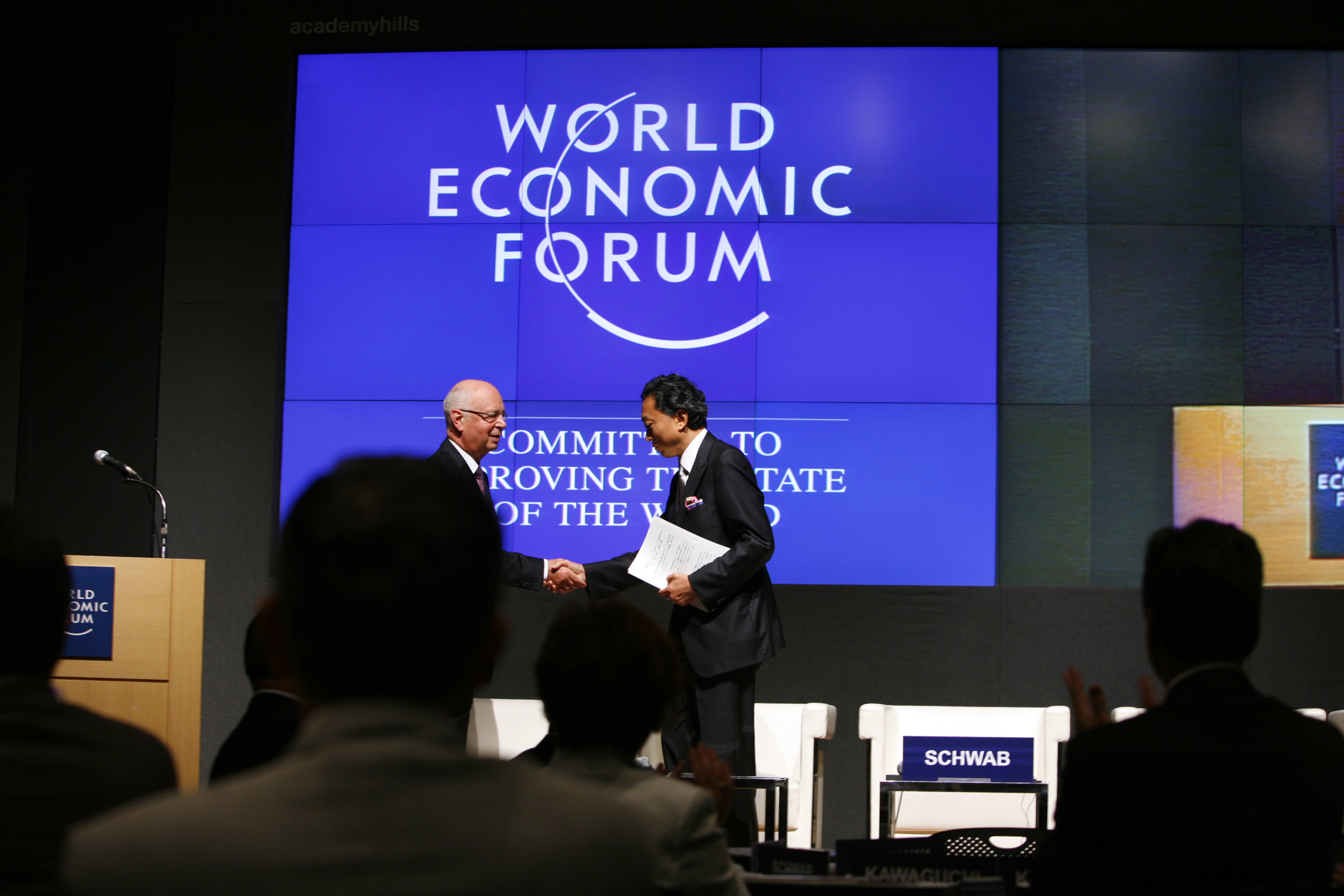
Клаус Шваб (Klaus Schwab) від імені ФРН вітає прем'єра Юкіо Хатояму (Yukio Hatoyama) на Світовому економічному форумі-2009

2 квітня 2011 міністр закордонних справ Німеччини Вестервелле відвідав Токіо, знову пропонуючи Японії «надавати усю необхідну допомогу», щоб зменшити негативні наслідки від цунамі.

### Англомовні
- Akira, Kudo. (1998) Japanese-German Business Relations: Co-operation and Rivalry in the Interwar Period (Nissan Institute/Routledge Japanese Studies) (1998)
- Baskett, Michael (2009). «All Beautiful Fascists?: Axis Film Culture in Imperial Japan» in The Culture of Japanese Fascism, ed. Alan Tansman. Durham: Duke University Press. pp. 212–234. ISBN 0822344521
- Martin, Bernd (2005). Japan and Germany in the Modern World. Berghahn Books.
- Hübner, Stefan (2012), "National Socialist Foreign Policy and Press Instructions, 1933—1939: Aims and Ways of Coverage Manipulation based on the Example of East Asia, " International History Review 34#2 pp 271–291. online
- Katada, Saori N., Hanns Maull and Takashi Inoguchi, eds. Global Governance: Germany and Japan in the International System (2004)
- Presseisen, Ernst L. (1958) Germany and Japan — A Study in Totalitarian Diplomacy 1933—1941. The Hague: Martinus Nijhoff.
- Spang, Christian W. and Rolf-Harald Wippich (eds.). (2006) Japanese-German Relations, 1895—1945. War, Diplomacy and Public Opinion (ISBN 0-415-34248-1). London: Routledge. excerpt and text search
- Warner, Geoffrey. «From Pearl Harbour to Stalingrad: Germany and its Allies in 1942,» International Affairs, April 1978, Vol. 54 Issue 2, pp 282–92
- Weinberg, Gerhard L. A World at Arms (2nd ed 2013) global history of WW2 by leading expert on German diplomacy excerpt and text search

### Іншими мовами
- Hübner, Stefan (2009) Hitler und Ostasien, 1904 bis 1933. Die Entwicklung von Hitlers Japan- und Chinabild vom Russisch-Japanischen Krieg bis zur «Machtergreifung» [Hitler and East Asia, 1904 to 1933. The Development of Hitler's Image of Japan and China from the Russo-Japanese War to the «Coming to Power»], in OAG-Notizen 9/2009, 22-41.
- Ishii, Shiro et al. (ed.): Fast wie mein eigen Vaterland: Briefe aus Japan 1886—1889. [Almost as my own Motherland: Letters from Japan]. München: Iudicium 1995.
- Kreiner, Josef (ed.). (1984) Deutschland — Japan. Historische Kontakte [Germany — Japan. Historical Contacts]. Bonn: Bouvier.
- Kreiner, Josef (ed.). (1986) Japan und die Mittelmächte im Ersten Weltkrieg und in den zwanziger Jahren [Japan and the Central Powers in World War I and the 1920s]. Bonn: Bouvier.
- Kreiner, Josef and Regine Mathias (ed.). (1990) Deutschland-Japan in der Zwischenkriegszeit [Germany — Japan in the inter-war period]. Bonn: Bouvier.
- Pantzer, Peter und Saaler, Sven: Japanische Impressionen eines Kaiserlichen Gesandten. Karl von Eisendecher im Japan der Meiji-Zeit/明治初期の日本　－　ドイツ外交官アイゼンデッヒャー公使の写真帖より (A German Diplomat in Meiji Japan: Karl von Eisendecher. German/Japanese). München: Iudicium, 2007.
- Martin, Bernd and Gerhard Krebs (eds.). (1994) Formierung und Fall der Achse Berlin-Tôkyô [Construction and Fall of the Berlin-Tôkyô Axis]. Munich: iudicium.
- Martin, Bernd. (2001) Deutschland und Japan im Zweiten Weltkrieg 1940—1945, Vom Angriff auf Pearl Harbor bis zu deutschen Kapitulation Nikol Verlagsgesellschaft mdH & Co. KG, Hamburg.
- Білоконь А. О. Німецько-японські відносини напередодні Другої світової війни (1933–1939 рр.). Дисертація на здобуття наукового ступеня кандидата історичних наук за спеціальністю 07.00.02 – всесвітня історія. – Миколаїв: Чорноморський національний університет імені Петра Могили, 2019.